# Arrondissement de Lyon
Pour les neuf arrondissements municipaux de la ville de Lyon, voir Arrondissements de Lyon.
L'arrondissement de Lyon est une division administrative française de la circonscription départementale du Rhône en région Auvergne-Rhône-Alpes. Ses frontières correspondent depuis le 1er février 2017 à la partie sud du département du Rhône et au territoire de la métropole de Lyon.
L'arrondissement de Lyon ne doit pas être confondu avec les 9 arrondissements de Lyon, qui sont eux-mêmes des subdivisions de la commune de Lyon.

## Composition
L'arrondissement couvre 134 communes dont 58 sont membres de la Métropole de Lyon.
Avec 1 354 476 habitants selon la population légale 2014, dans ses limites au 1er janvier 2015, c'est l'arrondissement français le plus peuplé après celui de Paris et l'un des plus densément peuplés.

### Composition jusqu'en décembre 2014
L'arrondissement de Lyon était composé de 43 cantons couvrant 161 communes :
1. canton de L'Arbresle (18 communes),
2. canton de Bron (1 commune),
3. canton de Caluire-et-Cuire (1 commune),
4. canton de Condrieu (10 communes),
5. canton de Décines-Charpieu (3 communes),
6. canton d'Écully (3 communes),
7. canton de Givors (9 communes),
8. canton d'Irigny (4 communes),
9. canton de Limonest (9 communes),
10. canton de Lyon-I (1 fraction de commune),
11. canton de Lyon-II (1 fraction de commune),
12. canton de Lyon-III (1 fraction de commune),
13. canton de Lyon-IV (1 fraction de commune),
14. canton de Lyon-V (1 fraction de commune),
15. canton de Lyon-VI (1 fraction de commune),
16. canton de Lyon-VII (1 fraction de commune),
17. canton de Lyon-VIII (1 fraction de commune),
18. canton de Lyon-IX (1 fraction de commune),
19. canton de Lyon-X (1 fraction de commune),
20. canton de Lyon-XI (1 fraction de commune),
21. canton de Lyon-XII (1 fraction de commune),
22. canton de Lyon-XIII (1 fraction de commune),
23. canton de Lyon-XIV (1 fraction de commune),
24. canton de Meyzieu (7 communes),
25. canton de Mornant (13 communes),
26. canton de Neuville-sur-Saône (15 communes),
27. canton d'Oullins (1 commune),
28. canton de Rillieux-la-Pape (3 communes),
29. canton de Sainte-Foy-lès-Lyon (2 communes),
30. canton de Saint-Fons (4 communes),
31. canton de Saint-Genis-Laval (4 communes),
32. canton de Saint-Laurent-de-Chamousset (14 communes),
33. canton de Saint-Priest (1 commune),
34. canton de Saint-Symphorien-d'Ozon (10 communes),
35. canton de Saint-Symphorien-sur-Coise (10 communes),
36. canton de Tassin-la-Demi-Lune (2 communes),
37. canton de Vaugneray (14 communes),
38. canton de Vaulx-en-Velin (1 commune),
39. canton de Vénissieux-Nord (1 fraction de commune),
40. canton de Vénissieux-Sud (1 fraction de commune),
41. canton de Villeurbanne-Centre (1 fraction de commune),
42. canton de Villeurbanne-Nord (1 fraction de commune),
43. canton de Villeurbanne-Sud (1 fraction de commune).

### Composition de janvier 2015 à janvier 2017
À la suite la création de la Métropole de Lyon, l'arrondissement est réduit au 1er janvier 2015 aux seules communes de la Métropole (les autres communes passant dans l'arrondissement de Villefranche-sur-Saône qui prend ses limites sur celles du nouveau département du Rhône) et ne compte donc plus que 59 communes :
1. Albigny-sur-Saône
2. Bron
3. Cailloux-sur-Fontaines
4. Caluire-et-Cuire
5. Champagne-au-Mont-d'Or
6. Charbonnières-les-Bains
7. Charly
8. Collonges-au-Mont-d'Or
9. Couzon-au-Mont-d'Or
10. Craponne
11. Curis-au-Mont-d'Or
12. Dardilly
13. Écully
14. Fleurieu-sur-Saône
15. Fontaines-Saint-Martin
16. Fontaines-sur-Saône
17. Francheville
18. Givors
19. Grigny
20. Irigny
21. Limonest
22. Lissieu
23. Lucenay
24. Marcy-l'Étoile
25. La Mulatière
26. Neuville-sur-Saône
27. Oullins
28. Pierre-Bénite
29. Poleymieux-au-Mont-d'Or
30. Quincieux
31. Rochetaillée-sur-Saône
32. Saint-Cyr-au-Mont-d'Or
33. Saint-Didier-au-Mont-d'Or
34. Saint-Fons
35. Sainte-Foy-lès-Lyon
36. Saint-Genis-Laval
37. Saint-Genis-les-Ollières
38. Saint-Germain-au-Mont-d'Or
39. Saint-Romain-au-Mont-d'Or
40. Tassin-la-Demi-Lune
41. La Tour-de-Salvagny
42. Vaulx-en-Velin
43. Vénissieux
44. Vernaison
45. Villeurbanne
46. Chassieu
47. Corbas
48. Décines-Charpieu
49. Feyzin
50. Genay
51. Jonage
52. Meyzieu
53. Mions
54. Montanay
55. Rillieux-la-Pape
56. Saint-Priest
57. Sathonay-Camp
58. Sathonay-Village
59. Solaize

### Composition depuis février 2017
L'arrondissement est redécoupé au 1er février 2017 et intègre les communes de huit intercommunalités du sud du département en plus de la Métropole de Lyon. Ces communes, dont la plupart faisaient déjà partie de l'arrondissement de Lyon avant 2015, sont transférées de l'arrondissement de Villefranche-sur-Saône où elles étaient transitoirement présentes entre 2015 à fin janvier 2017.
Le 1er janvier 2024, les communes d'Oullins et de Pierre-Bénite se regroupent pour former la commune nouvelle d'Oullins-Pierre-Bénite, par arrêté du 12 décembre 2023 Le nombre de communes passe de 135 à 134.
Au 1er janvier 2024, l'arrondissement groupe les 134 communes suivantes :
1. Albigny-sur-Saône
2. Ampuis
3. Aveize
4. Beauvallon
5. Brignais
6. Brindas
7. Bron
8. Brullioles
9. Brussieu
10. Cailloux-sur-Fontaines
11. Caluire-et-Cuire
12. Chabanière
13. Chambost-Longessaigne
14. Champagne-au-Mont-d'Or
15. La Chapelle-sur-Coise
16. Chaponnay
17. Chaponost
18. Charbonnières-les-Bains
19. Charly
20. Chassieu
21. Chaussan
22. Coise
23. Collonges-au-Mont-d'Or
24. Colombier-Saugnieu
25. Communay
26. Condrieu
27. Corbas
28. Couzon-au-Mont-d'Or
29. Craponne
30. Curis-au-Mont-d'Or
31. Dardilly
32. Décines-Charpieu
33. Duerne
34. Échalas
35. Écully
36. Feyzin
37. Fleurieu-sur-Saône
38. Fontaines-Saint-Martin
39. Fontaines-sur-Saône
40. Francheville
41. Genas
42. Genay
43. Givors
44. Grézieu-la-Varenne
45. Grézieu-le-Marché
46. Grigny
47. Les Haies
48. Les Halles
49. Haute-Rivoire
50. Irigny
51. Jonage
52. Jons
53. Larajasse
54. Limonest
55. Lissieu
56. Loire-sur-Rhône
57. Longes
58. Longessaigne
59. Lyon
60. Marcy-l'Étoile
61. Marennes
62. Messimy
63. Meys
64. Meyzieu
65. Millery
66. Mions
67. Montagny
68. Montanay
69. Montromant
70. Montrottier
71. Mornant
72. La Mulatière
73. Neuville-sur-Saône
74. Orliénas
75. Oullins-Pierre-Bénite
76. Poleymieux-au-Mont-d'Or
77. Pollionnay
78. Pomeys
79. Pusignan
80. Quincieux
81. Rillieux-la-Pape
82. Riverie
83. Rochetaillée-sur-Saône
84. Rontalon
85. Saint-André-la-Côte
86. Saint-Bonnet-de-Mure
87. Sainte-Catherine
88. Saint-Clément-les-Places
89. Sainte-Colombe
90. Sainte-Consorce
91. Saint-Cyr-au-Mont-d'Or
92. Saint-Cyr-sur-le-Rhône
93. Saint-Didier-au-Mont-d'Or
94. Saint-Fons
95. Sainte-Foy-l'Argentière
96. Sainte-Foy-lès-Lyon
97. Saint-Genis-l'Argentière
98. Saint-Genis-Laval
99. Saint-Genis-les-Ollières
100. Saint-Germain-au-Mont-d'Or
101. Saint-Laurent-d'Agny
102. Saint-Laurent-de-Chamousset
103. Saint-Laurent-de-Mure
104. Saint-Martin-en-Haut
105. Saint-Pierre-de-Chandieu
106. Saint-Priest
107. Saint-Romain-au-Mont-d'Or
108. Saint-Romain-en-Gal
109. Saint-Romain-en-Gier
110. Saint-Symphorien-d'Ozon
111. Saint-Symphorien-sur-Coise
112. Sathonay-Camp
113. Sathonay-Village
114. Sérézin-du-Rhône
115. Simandres
116. Solaize
117. Soucieu-en-Jarrest
118. Souzy
119. Taluyers
120. Tassin-la-Demi-Lune
121. Ternay
122. Thurins
123. La Tour-de-Salvagny
124. Toussieu
125. Trèves
126. Tupin-et-Semons
127. Vaugneray
128. Vaulx-en-Velin
129. Vénissieux
130. Vernaison
131. Villechenève
132. Villeurbanne
133. Vourles
134. Yzeron

## Démographie
En 2022, l'arrondissement comptait 1 648 903 habitants.
| 1968      | 1975      | 1982      | 1990      | 1999      | 2006      | 2011      | 2016      | 2021      |
| --------- | --------- | --------- | --------- | --------- | --------- | --------- | --------- | --------- |
| 1 077 794 | 1 153 402 | 1 138 718 | 1 166 797 | 1 199 589 | 1 483 127 | 1 546 210 | 1 585 411 | 1 637 827 |

| 2022      | - | - | - | - | - | - | - | - |
| --------- | - | - | - | - | - | - | - | - |
| 1 648 903 | - | - | - | - | - | - | - | - |

## Administration

### Secrétaire généraux
L'arrondissement est administré par le secrétaire général de la préfecture.
| Période | Période | Identité       | Fonction précédente | Observation |
| ------- | ------- | -------------- | ------------------- | ----------- |
|         |         |                |                     |             |
| 2004    | 2008    | Christophe Bay |                     |             |
|         |         |                |                     |             |
| 2017    |         | Emmanuel Aubry |                     |             |